# Den Norske Løve (orden)
Den norske løve var en orden indstiftet af kong Oscar 2. 21. januar 1904 med den hensigt at give Norge et ordensvæsen, som i status og rang kunne være ligeværdigt med de danske og svenske ordensvæsener. Den havde kongen som stormester, og bestod af én grad. Intentionen var at Den norske løve skulle være en "suveræn ridderorden" ligeværdig med den svenske Serafimerorden og den danske Elefantorden. Ordenens navn er en henvisning til Norges rigsvåben. Både ordensstjernen og ordenstegnet havde den norske løve med øksen som det centrale motiv.
Kongen var stormester af ordenen, som også skulle tildeles kongehusets prinser. Ordenen kunne endvidere tildeles udenlandske statsoverhoder og kongelige. Nordmænd, som havde siddet i centrale embeder eller ydet fædrelandet fremragende tjenester, kunne også tildeles Den norske løve, såfremt de allerede var blevet dekoreret med storkorset af Skt. Olavs Orden. Antallet af ordinære riddere måtte aldrig overstige 12. Det blev dog aldrig til mere end 11 udnævelser. 
Ved ordenens oprettelse på Oscar IIs fødselsdag 21. januar 1904 blev ordenen tildelt kronprins Gustaf og Bernadotte-prinserne Carl, Eugen og Gustaf Adolf, Vilhelm og Erik, foruden kongen selv, som stormester. Senere samme måned blev den tildelt kejser Wilhelm II af Tyskland. I april fulgte kejser Franz Joseph 1. af Østrig-Ungarn og i september kong Christian 9. af Danmark. Frankrigs præsident Émile Loubet blev i december 1904 den første ikke-kongelige modtager af ordenen. Han blev også den sidste som fik ordenen. Efter unionsopløsningen i 1905 og etableringen af et selvstændigt norsk kongehus valgte kong Haakon VII ikke at videreføre ordenen. Den blev imidlertid ikke officielt ophævet før i 1952.